# Rufus Sewell
Rufus Frederik Sewell (Twickenham, Londres, Inglaterra; 29 de octubre de 1967) es un actor británico de teatro, cine y televisión.
Es reconocido por sus papeles como Marco Venier en Dangerous Beauty (1998), John Murdoch en Dark City (1998), el conde Adhemar en A Knight's Tale (2001), el doctor Jacob Hood, protagonista de la serie Eleventh Hour (2008), como el obergruppenführer John Smith en la serie de Amazon Prime Video El Hombre en el Castillo (2015), y como Paul en The Father (2020).
La película en la que ha participado que ha tenido mayor éxito comercial ha sido The Tourist, con una recaudación de 278 millones de dólares en todo el mundo.

## Biografía

### Inicios
Sewell nació en Twickenham, en el barrio de Richmond upon Thames, en el suroeste de Londres.
Es hijo de William Sewell, un dibujante australiano de dibujos animados, y de Jo, una artista y camarera galesa.
Su padre trabajó en Lucy in the Sky with Diamonds, la animación de la película Yellow Submarine de The Beatles.
Sus padres se divorciaron cuando Sewell tenía cinco años, y su madre trabajó para mantener a sus dos hijos.
Su padre murió cuando Sewell tenía 10. Según sus propias palabras, fue un adolescente problemático.
Sewell es conocido por sus roles de villano, en películas como Corazón de caballero, La leyenda del Zorro, Bless the Child, Helena de Troya y El ilusionista.
Él ha expresado su aburrimiento, diciendo: «No volveré a hacer de malo».
Recientemente apareció en la miniserie de HBO John Adams como Alexander Hamilton, así como en la serie de El Hombre en el Castillo, interpretando al obergruppenführer John Smith, y en la serie de ITV  "Victoria".

### Vida personal
Mantuvo una relación sentimental con la actriz Kate Winslet. Se ha casado dos veces.
Su primera esposa fue la periodista de modas Yasmin Abdallah; se casaron en 1999 y se divorciaron unos meses después.
Él y su segunda esposa, Amy Gardner (con quien se casó en 2004), tienen un hijo, William Billy Douglas (nacido el 18 de marzo de 2002). En 2006 se divorciaron.
Actualmente Sewell está soltero, y pasa su tiempo entre Londres y Los Ángeles.
Cuando no trabaja, disfruta de la fotografía y utiliza equipos Leica.
Dice Sewell: «Mi pasatiempo favorito es simplemente vagabundear por todas partes, yendo a cafés haciendo fotografías. Mi día favorito es un accidente feliz».

## Filmografía
| Año                    | Película                                        | Rol                      | Notas                                   |
| ---------------------- | ----------------------------------------------- | ------------------------ | --------------------------------------- |
| 1991                   | Twenty-One                                      | Bobby                    |                                         |
| 1992                   | Gone to Seed                                    | Billy                    | Serie de TV: 6 Episodios                |
| 1992 - 1994            | Screen Two                                      | Mike Costain / Clive     | Serie de TV: 2 episodios                |
| 1993                   | Dirty Weekend                                   | Tim                      | Film                                    |
| 1994                   | A Man of No Importance                          | Robbie Fay               |                                         |
| 1994                   | Middlemarch                                     | Will Ladislaw            | Serie de TV: 7 Episodios                |
| 1994                   | Citizen Locke                                   | Midshipman Clarke        | Serie de TV                             |
| 1994                   | A Night with a Woman, a Day with Charlie        | Charlie                  |                                         |
| 1995                   | Cold Comfort Farm                               | Seth Starkadder          | Film para TV                            |
| 1995                   | Carrington                                      | Mark Gertler             |                                         |
| 1995                   | Performance                                     | Harry Percy (Hotspur)    | Serie de TV: Episodio: Henry IV, Part 1 |
| 1995                   | Victory                                         | Martin Ricardo           |                                         |
| 1996                   | Hamlet de Kenneth Branagh                       | Fortinbras               |                                         |
| 1997                   | The Woodlanders                                 | Giles Winterbourne       |                                         |
| 1998                   | Dangerous Beauty                                | Marco Venier             |                                         |
| 1998                   | Dark City                                       | John Murdoch             |                                         |
| 1998                   | Martha, Meet Frank, Daniel and Laurence         | Frank                    |                                         |
| 1998                   | At Sachem Farm                                  | Ross                     |                                         |
| 1998                   | Higher Love                                     |                          |                                         |
| 1998                   | Illuminata                                      | Dominique                |                                         |
| 1999                   | Macbeth                                         |                          |                                         |
| 1999                   | In a Savage Land                                | Mick Carpenter           |                                         |
| 2000                   | Bless the Child                                 | Eric Stark               | Film                                    |
| 2000                   | Arabian Nights                                  | Ali Baba                 | Miniserie de TV                         |
| 2001                   | Destino de caballero                            |                          |                                         |
| 2001                   | Mermaid Chronicles Part 1: She Creature         | Angus                    | Serie de TV                             |
| 2002                   | Extreme Ops                                     | Ian                      |                                         |
| 2003                   | Helena de Troya                                 | Agamemnon                | Miniserie de TV                         |
| 2003                   | Charles II: The Power and the Passion           | Charles II               | Serie de TV: 4 Episodios                |
| 2003                   | Victoria Station                                | The cabbie               | Corto                                   |
| 2004                   | Taste                                           | Michael Kuhleman         | Film para TV                            |
| 2005                   | ShakespeaRe-Told: The Taming of the Shrew       | Petruchio                | Serie de TV                             |
| 2005                   | The Legend of Zorro                             | Count Armand             |                                         |
| 2006                   | Tristán e Isolda                                | Marke                    | Film                                    |
| 2006                   | 9/11: Out of the Blue                           | The man                  |                                         |
| 2006                   | Rock 'n' Roll                                   |                          |                                         |
| 2006                   | Paris, je t'aime (Père-Lachaise arrondissement) | William                  |                                         |
| 2006                   | The Illusionist                                 | Crown Prince Leopold     |                                         |
| 2006                   | Amazing Grace                                   | Thomas Clarkson          |                                         |
| 2006                   | The Holiday                                     | Jasper                   |                                         |
| 2008                   | Downloading Nancy                               | Albert                   |                                         |
| 2008                   | John Adams                                      | Alexander Hamilton       | Miniserie de TV: 2 Episodios            |
| 2008                   | Vinyan                                          | Paul Bellmer             |                                         |
| 2008                   | Eleventh Hour                                   | Dr. Jacob Hood           | Serie de TV: 18 Episodios               |
| 2010                   | Los Pilares de la Tierra                        | Tom Builder              | Serie de TV: 8 Episodios                |
| 2010                   | The Tourist                                     | English man              |                                         |
| 2011                   | Zen                                             | Detective Aurelio Zen    | Serie italiana y BBC: 3 Episodios       |
| 2012                   | Abraham Lincoln: cazador de vampiros            | Adam                     |                                         |
| 2012                   | Hotel Noir                                      | Felix                    |                                         |
| 2012                   | Parade's End                                    | Reverendo Duchemin       | Serie de TV: 4 Episodios                |
| 2012                   | The Deadly Game                                 |                          |                                         |
| 2013                   |                                                 |                          |                                         |
| The Sea                | Carlo Grace                                     |                          |                                         |
| Where the Devil Hides  | Jacob Brown                                     |                          |                                         |
| The Brunchers          | Tom                                             | Corto                    |                                         |
| I Will Follow You Down | Gabe                                            |                          |                                         |
| 2014                   | Hercules: The Thracian Wars                     | Autolycus                |                                         |
| 2014                   | Untitled Richard LaGravenese Project            | Philip Fitzgerald Julien | Film para TV                            |
| 2015                   | The Man in the High Castle                      | John Smith               | Serie de Amazon Studios                 |
| 2016                   | Victoria                                        | Lord Melbourne           |                                         |
| 2016                   | Dioses de Egipto                                | Urshu                    |                                         |
| 2020                   | The Father                                      | Paul                     |                                         |
| 2021                   | Old                                             | Charles                  |                                         |
| 2023                   | Kaleidoscope                                    | Roger Salas              | Serie de Netflix                        |
| 2023                   | La diplomática                                  | Hal Wyler                | Serie de Netflix                        |
| 2024                   | La gran exclusiva                               | Príncipe Andrés          | Película de Netflix                     |